# アセスルファムカリウム
アセスルファムカリウム（英語：acesulfame potassium, acesulfame K, Ace K）は、人工甘味料の1つである。アセスルファムKと記されることもある。「Sunett」及び「Sweet One」という商標が取られている。欧州連合では、食品添加物分類番号（E番号）で「E950」と呼ばれることもある。

## 製法
ジケテンとスルファミン酸を反応させ、これに三酸化硫黄を反応させることによりアセスルファム環を生成させる。その後、水酸化カリウムで中和することにより得られる。

## 性質

### 物理化学的性質
アセスルファムカリウムはオキサチアジノンジオキシド誘導体で、6-メチル-1,2,3-オキサチアジン-4(3H)-オン-2,2-ジオキシド (6-methyl-1,2,3-oxathiazine-4(3H)-one 2,2-dioxide) のカリウム塩である。分子量 201.24 の白色結晶粉体をなし、分子式は C4H4KNO4S である。
アスパルテームと異なり、熱・酸（pH3～7）・酵素に対し比較的安定であるため、パンやクッキー、貯蔵期間が長い一部の清涼飲料などの製品にも利用できる。共存物質と反応しにくいため臭いの発生や、メイラード反応による着色性はない。また水や、エタノール・グリセリン・プロピレングリコールの溶液などにもよく溶けるため、飲料・漬け物などに適している。

### 生理学的性質
アセスルファムカリウムは、スクロース（ショ糖）の200倍の甘味を有する。スクロースと比較して、甘みが感じられやすく、後を引かない。すっきりした味であるが、後味が不自然とも感じられる。ただし、サッカリンと同様に、特に高濃度の場合は後味が僅かに苦い。このため、苦味が混じった甘みと感じる場合がある。後味の改善のため、アスパルテームなど甘味が長続きする甘味料と併用されることがある。他の高甘味度甘味料と併用すると相乗効果をもたらす性質があり、アスパルテームを同量添加すると甘味度が40％強化される。またショ糖・果糖・糖アルコールなどの糖質甘味料との併用でも甘味度が15～30％強化される。
この他、フェルラ酸ナトリウムを併用すると、アセスルファムカリウムが持つ苦みの混じった悪い後味がマスキングされるという報告がなされており、クラフトフーズが特許を取得している。
またアセスルファムカリウム自体にも他の味のマスキング効果があり、酸と併用すると酸味・苦味を和らげたり、食塩と併用すると甘味度が鋭敏になり苦味が減少する。ショ糖やエリスリトールやキシリトールと併用するとボディ感（コク・深み）が増す。フレーバーエンハンサー（風味強調剤）としての性質があり、チョコレート・コーヒー・ココア・紅茶などに微量添加すると、風味を引き立てる作用がある。
なお、アセスルファムカリウムは非う蝕性で、口腔のバクテリアも代謝しないため虫歯の原因物質にはならない。

## 安全性
・FAO/WHO合同食品添加物専門家会議（JECFA）の評価では変異原性・ガン原性は認められず、本物質・加水分解物ともに毒性試験では無害、各種動物実験でも安全性が確認されている。1日の摂取許容量は0～15 mg/kg体重

## 歴史
ヘキスト（Hoechst AG. 現在 ニュートリノヴァ社 Nutrinova）のドイツ人化学者カール・クラウス (Karl Clauß) により1967年に偶然発見された。

## 各国における法的地位

### 日本
日本では2000年4月に食品添加物に指定され、使用基準及び成分規格が定められた。それ以降、多くの食料品、特に清涼飲料水や酒類に使用されるようになった。また2008年には医薬品添加物に指定された。

#### 使用基準量
日本の「食品、添加物等の規格基準」では以下のように定められている。